# Flugplatz Hvar

i7
i11
i13
Der Flugplatz Hvar (kroatisch Aerodrom Hvar, ICAO-Code: LDSH)  ist ein Flugplatz in der Nähe der Ortschaft Stari Grad auf der Insel Hvar in der Gespanschaft Split-Dalmatien in Kroatien. Er wird durch den Aeroklub Faros betrieben.

## Lage
Der Flugplatz liegt in der Mitte der Ebene von Stari Grad, etwa 3 km östlich von Stari Grad und etwa 3 km westlich von Vrboska.

## Flugbetrieb
Der Flugplatz verfügt über eine 750 m lange und 30 m breite Start- und Landebahn aus Gras (Richtung 10/28). Es findet Flugbetrieb mit Flugzeugen bis 1520 kg höchstzulässiger Abflugmasse statt.